# Sohipona thapai
Sohipona thapai är en insektsart som beskrevs av Ghauri och Chandrasekhara A. Viraktamath 1987. Sohipona thapai ingår i släktet Sohipona och familjen dvärgstritar. Inga underarter finns listade i Catalogue of Life.